# Changtuxili
Changtuxili (kinesiska: 昌图锡力, 昌图锡力苏木) är en socken i Kina. Den ligger i den autonoma regionen Inre Mongoliet, i den norra delen av landet, omkring 380 kilometer nordost om regionhuvudstaden Hohhot.
Genomsnittlig årsnederbörd är 300 millimeter. Den regnigaste månaden är juli, med i genomsnitt 67 mm nederbörd, och den torraste är januari, med 3 mm nederbörd.